# Little Sea

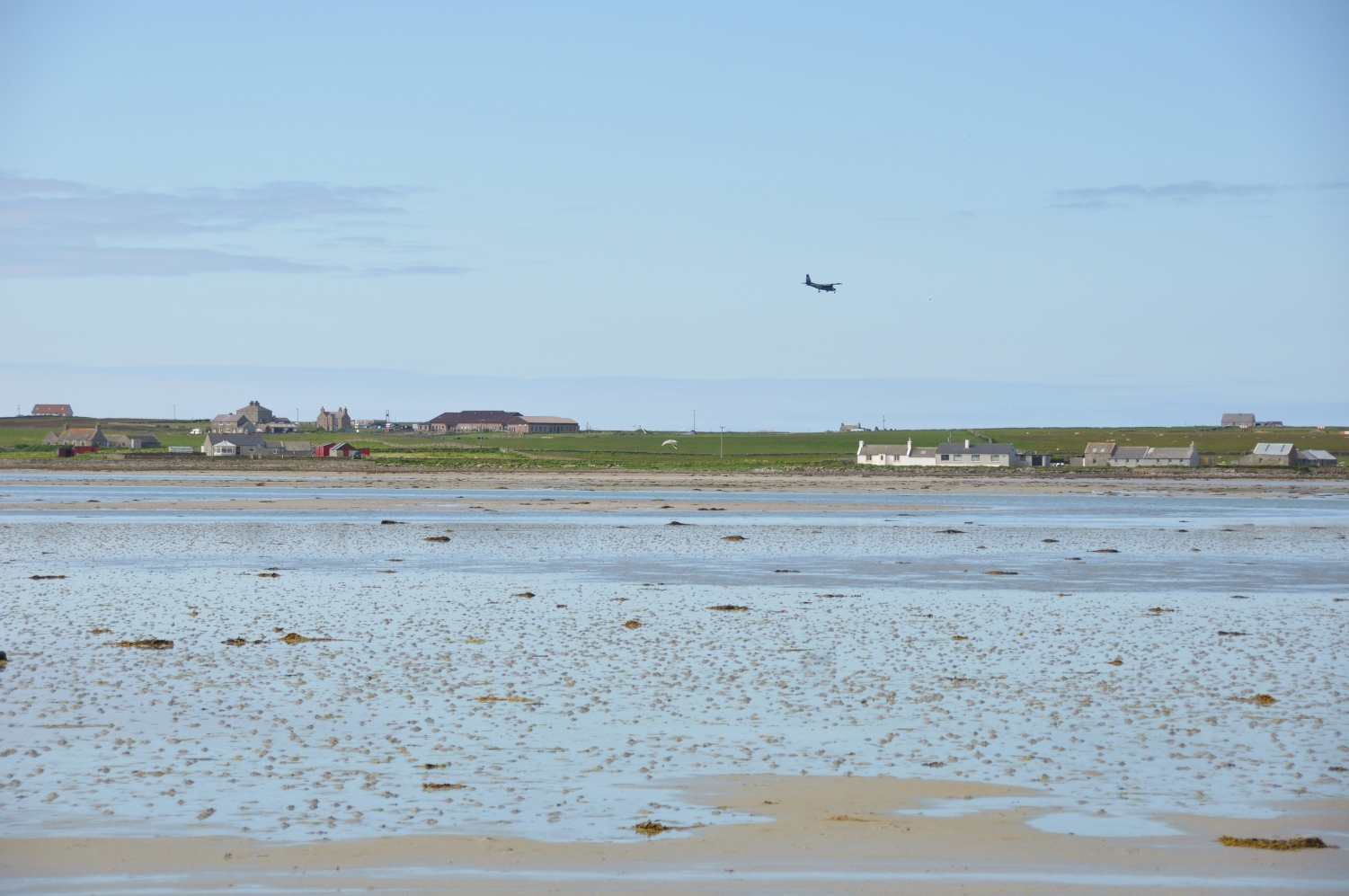
Ein kleines Flugzeug über der Bucht

Die Little Sea ist eine Bucht, die im Norden der zu Schottland zählenden Orkneyinseln liegt.

## Geographie
Die Little Sea, eine flache, sandige Bucht, liegt an der südlichen Küste der Insel Sanday. Begrenzt wird sie durch die Els Ness im Süden. Im Südwesten geht sie über in die Kettletoft Bay. Im Südosten folgt mit dem Sty Wick eine weitere Bucht.

## Historisches
Im Rahmen der historischen Gliederung Schottlands in Civil Parishes zählt die Little Sea zu Lady.